# La Malmedy
 (octobre 2021).
Si vous disposez d'ouvrages ou d'articles de référence ou si vous connaissez des sites web de qualité traitant du thème abordé ici, merci de compléter l'article en donnant les références utiles à sa vérifiabilité et en les liant à la section « Notes et références ».
La Malmedy est une régionale à Liège rassemblant les étudiants des communes de Stavelot, Malmedy, Waimes et alentours.

## Présentation
La Malmedy regroupe les étudiants liégeois résidant dans les communes de Malmedy, Stavelot, Waimes et alentours. Cette régionale fut créée en 1992 sous le nom de COMA (Comité Obélien de Malmedy et Alentours). Elle prit le nom de « La Malmedy » en 1994. 
De septembre à fin novembre, La Malmedy propose d'initier les nouveaux étudiants à la guindaille et au folklore régional. Pendant les quelques soirées organisées durant cette période, le novice apprendra les rites et règles essentiels de la guindaille (folklore, chants, affonds, ...). Il sera également amené à faire de nouvelles rencontres. Après son intronisation, le nouveau membre se verra décerner un petit diplôme et sera autorisé à représenter sa région en portant, au bas de son tablier, une rallonge noire marquée des lettres dorées "MDY". 
Pendant le reste de l'année, La Malmedy organise diverses soirées comme la soirée Halloween, pré-cwarmê, pré-laetare, etc. La Malmedy est également présente lors des grandes manifestations du folklore estudiantin liégeois que sont la Saint-Nicolas et la Saint-Toré. 

## Site officiel
Site officiel